# Тімоті Снайдер
Тімоті Девід Снайдер (англ. Timothy David Snyder; нар. 18 серпня 1969, Огайо) — американський історик та письменник. Професор Єльського університету. Фахівець з історії Східної Європи та, зокрема, історії України, Польщі, Росії. Займається переважно історією XX століття. Дослідник націоналізму, тоталітаризму та голокосту. Дійсний член НТШ-Америка. Володіє українською мовою, вивчив за один рік.
У монографії «Криваві землі: Європа між Гітлером та Сталіним» Снайдер обґрунтував тезу про те, що режими нацистської Німеччини та СРСР знищили близько 14 млн осіб на території України, Польщі, Білорусі, країн Балтії та в західних областях Росії.
У 2020 році була перекладена українською фундаментальна праця для розуміння України і її ролі в сучасній світовій геополітиці «Шлях до несвободи: Росія, Європа, Америка».

## Життєпис
Снайдер народився 18 серпня 1969 року в Дейтоні, штат Огайо, в родині Крістін Гедлі Снайдер, вчительки, бухгалтерки та домогосподарки, та Естель Юджина Снайдера, ветеринарного лікаря. Закінчив середню школу в Сентервіллі, отримав ступінь бакалавра мистецтв з історії та політології в Браунському університеті.
У 1987—1991 роках навчався в Браунському, а в 1991—1995 роках — в Оксфордському університеті.
Докторський ступінь здобув 1997 року в Оксфордському університеті.
Протягом 1994—1995 років працював у Національному центрі наукових досліджень (CNRS, Франція), а також у Інституті наук про людину у Відні.
Снайдер був стипендіатом у Національному науково-дослідницькому центрі в Парижі з 1994 по 1995 рр., Інституті вищої освіти в м. Відень у 1996 р., Інституті стратегічних досліджень Оліна Гарвардського університету в 1997 р. Також був стипендіатом Академії Центру міжнародних відносин Уезерхеда при Гарвардському університеті з 1998 по 2001 рік.
Професор Єльського університету.
Його праці опубліковані англійською, польською, німецькою, норвезькою, російською, українською, чеською, французькою, словацькою, білоруською та іспанською мовами.
Публікувався в таких наукових часописах: «Osteuropa», «Transit», «Past & Present», «East European Politics and Societies», «Polin», «Revue des Etudes Slaves», «Критика», «Nationalism and Ethnic Politics», «Contemporary European History», «Yad Vashem Studies», «Nations and Nationalism», «Nowa Europa Wschodnia», «Il Mestiere di Storico».
Публікувався в таких загальних часописах: «International New York Times», «Times Literary Supplement», «The New York Review of Books», «The New Republic», «Eurozine», «Tygodnik Powszechny», «Prospect», «The Nation», «The Boston Globe», «Chicago Tribune», «Christian Science Monitor».

## Вибрані праці

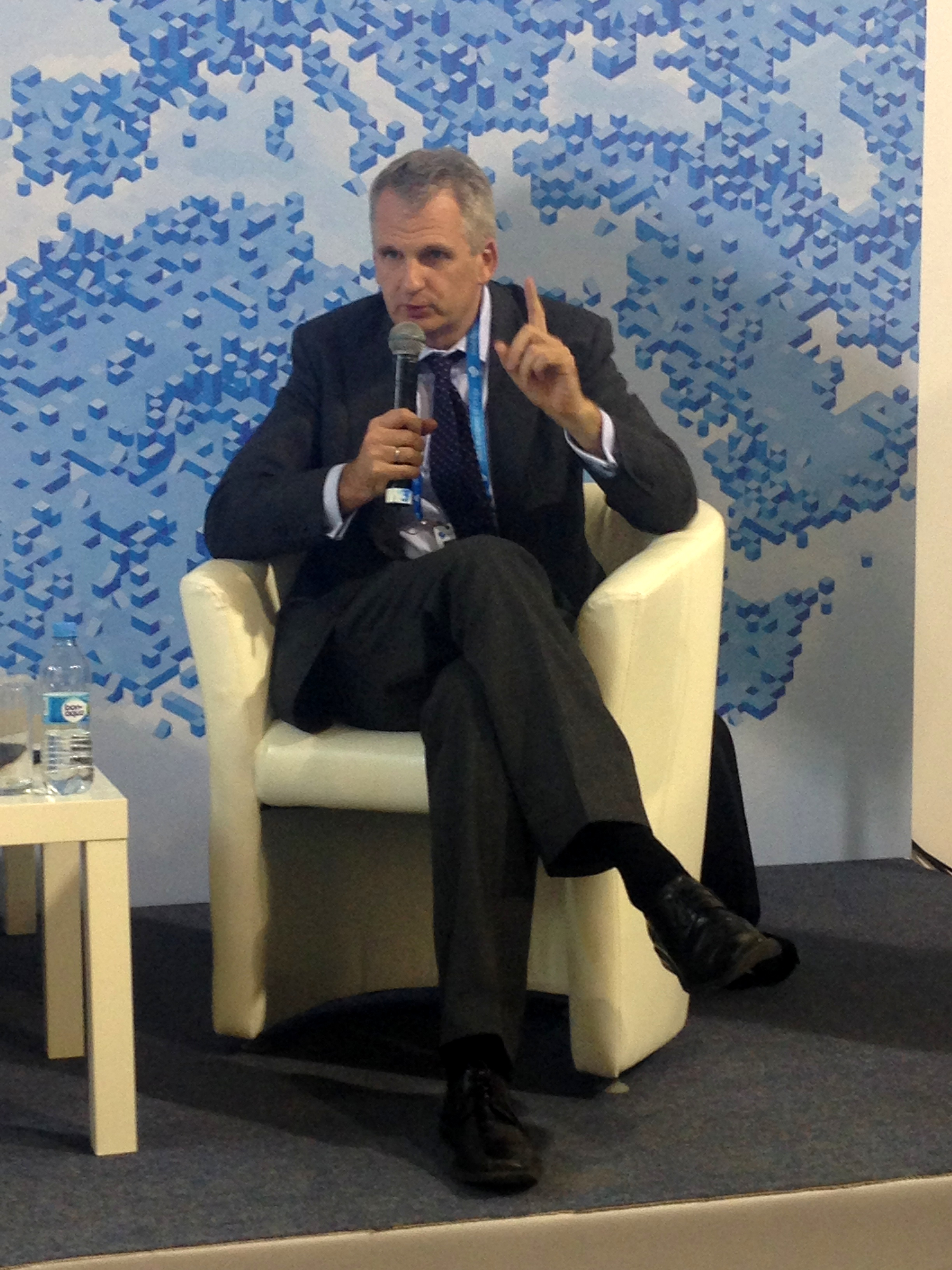
Ялтинська європейська стратегія 12 вересня 2014.

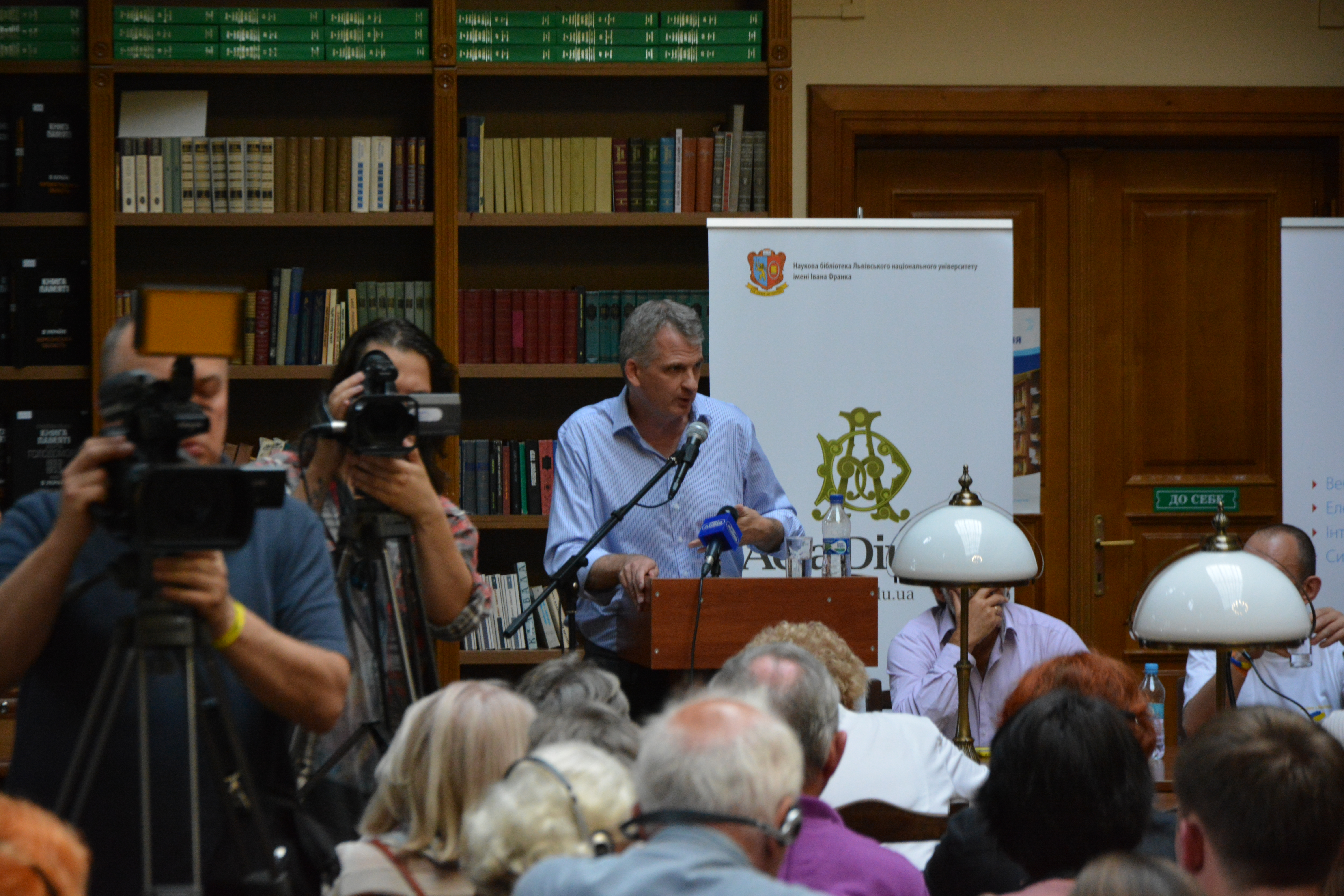
Тімоті Снайдер під час публічної лекції на Львівському Форумі Видавців-2014.

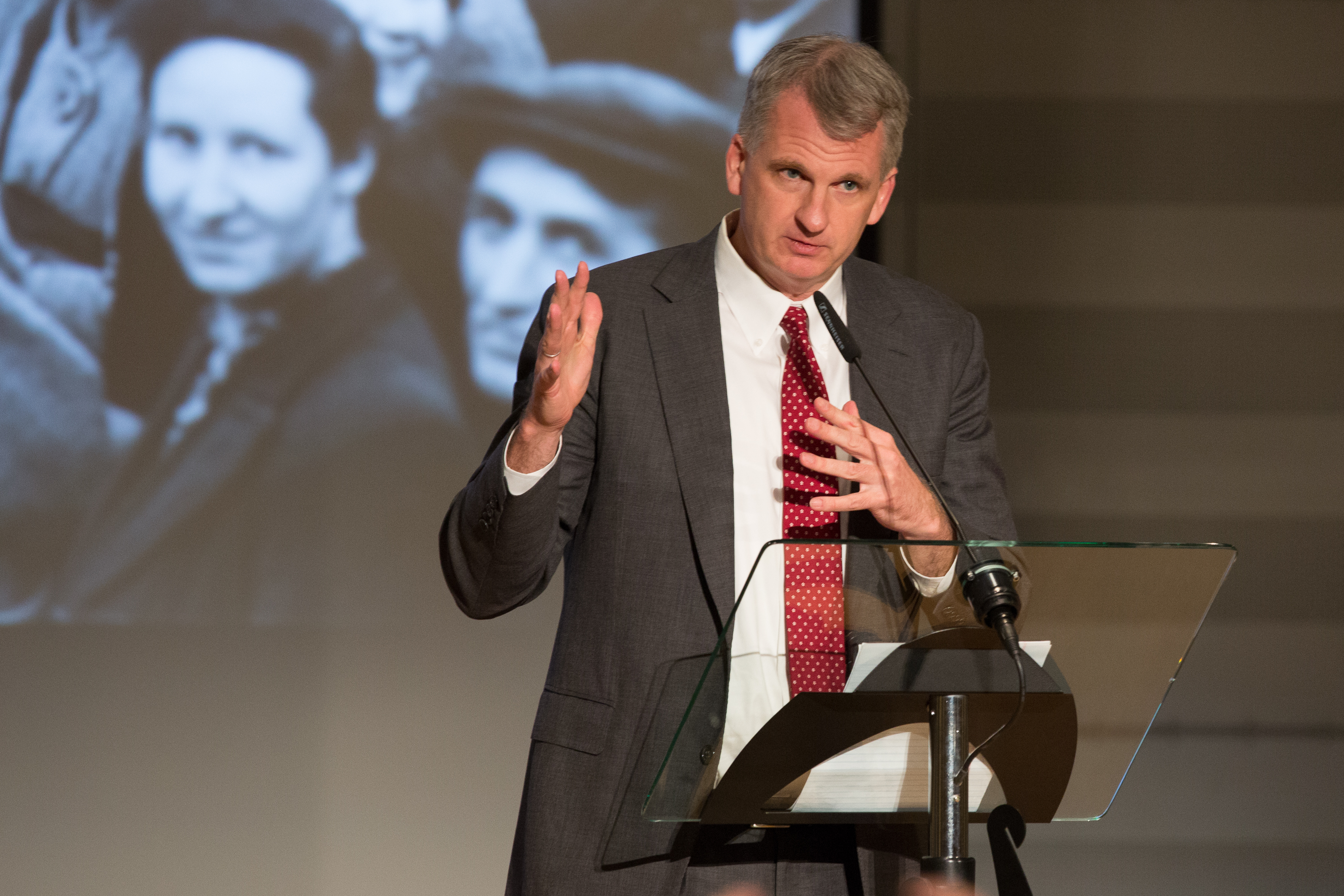
Тімоті Снайдер, 6 травня 2015.

Оригінальна обкладинка першого видання книги Тімоті Снайдера «Криваві землі»

### Збірки лекцій
- Українська історія, російська політика, європейське майбутнє. — (пер. Олексій Панич, Роксоляна Свято) Київ: Дух і літера, 2014. — с. ISBN 978-966-378-358-1

### Монографії
- Чорна земля. Голокост як історія і застереження. (пер. Павло Білак, Олеся Камишникова, Тетяна Родіонова): Київ: Медуза, 2017, ISBN 9786177242252[8]

-   - ориг. видання: Black Earth: The Holocaust as History and Warning. N.Y., 2015 ISBN 9781101903452

- Перетворення націй. Польща, Україна, Литва, Білорусь. — (пер. Антон Котенко, Олександр Надтока) Київ: Дух і літера, 2012. — 624 с. ISBN 9789663782454

-   - ориг. видання: The Reconstruction of Nations: Poland, Ukraine, Lithuania, Belarus,1569–1999, Yale University Press, 2003. ISBN 978-0300105865

- Криваві землі: Європа між Гітлером і Сталіним. — (пер. Микола Климчук, Павло Грицак): Київ: Грані-Т, 2011 ISBN 978-966-465-361-6
- Криваві землі: Європа між Гітлером і Сталіним. — (пер. Б. Шавлов, О. Литомина, В. Жбанков): Київ: Laurus, 2018 ISBN 978-617-7313-27-3

-   - ориг. видання: Bloodlands. Europe Between Hitler and Stalin. — N.Y., Basic Books/Random House, 2010. ISBN 978-0-465-00239-9

- Червоний князь. — (пер. Павло Грицак) Київ: Грані-Т, 2011. ISBN 978-966-465-352-4

-   - ориг. видання: The Red Prince: The Secret Lives of a Habsburg Archduke, Basic Books/Random House, 2008. Times of London notable book. American Association of Ukrainan Studies prize. ISBN 978-0465018970

- Thinking the Twentieth Century (Tony Judt with Timothy Snyder) (Penguin, 2012).
- Sketches from a Secret War: A Polish Artist's Mission to Liberate Soviet Ukraine, Yale University Press, 2005. Pro Historia Polonorum Prize.
- Nationalism, Marxism, and Modern Central Europe: A Biography of Kazimierz Kelles-Krauz, 1872—1905, Harvard Ukrainian Research Institute and Harvard University Press, 1997. Halecki Prize.
- The Economic Crisis of Perestroika, Council on Economic Priorities, 1991.

### Видання в співавторстві
- Stalinism and Europe: Terror, War, and Domination, 1937—1947, forthcoming 2011, coedited with Ray Brandon.
- The Wall Around the West: State Borders and Immigration Controls in Europe and North America, Rowman and Littlefield, 2000, coedited with Peter Andreas.

### Окремі розділи в колективних виданнях
- Lieven, Cambridge History of Russia;
- Brandon, Shoah in Ukraine;
- Salvatici, Confini;
- Jasiewicz, Swiat nie pożegnany;
- Pisuliński, Akcja Wisła;
- Chiari, Geschichte und Mythos der polnischen Heimatarmee;
- Müller, Memory and Power in Postwar Europe;
- King, Nations Abroad;
- Williamson, Economic Consequences of Soviet Disintegration;

### Наукові статті
- «The Causes of Ukrainian-Polish Ethnic Cleansing, 1943,» Past and Present, 179 (2003), 197—234 . 1a and 1b. [Архівовано 19 жовтня 2016 у Wayback Machine.](англ.)
- «To Resolve the Ukrainian Problem Once and for All’: The Ethnic Cleansing of Ukrainians in Poland, 1943—1947,» Journal of Cold War Studies, Volume 1, 2 (1999), 86-120 .
- "Leben und Sterben der Juden in Wolhynien, " Osteuropa, 57, 4, (2007), 123—142 .
- «Memory of Sovereignty and Sovereignty Over Memory: Twentieth-Century Poland, Ukraine, and Lithuania» in Jan-Werner Müller, ed., Memory and Power in Postwar Europe, Cambridge: Cambridge University Press, 2002, 39-58.
- "Die Armia Krajowa aus ukrainischer Perspektive, " in Bernard Chiari and Jerzy Kochanowski, eds., Auf der Suche nach nationaler Identität: Geschichte und Mythos der polnischen Heimatarmee, Munich: Oldenbourg Verlag, 2003 .
- "A Polish Socialist For Jewish Nationality: Kazimierz Kelles-Krauz (1872—1905), " Polin: Studies in Polish Jewry, 12 (1999), 257—271 .
- "Kazimierz Kelles-Krauz (1872—1905): A pioneering scholar of modern nationalism, " Nations and Nationalism, 3, 2 (1997), 1-20.
- "The Poles: Western Aspirations, Eastern Minorities, " in Charles King and Neil Melvin, eds., Nations Abroad: Diasporas and National Identity in the Former Soviet Union, Boulder: Westview, 1998, 179—208 .
- "Soviet Monopoly, " in John Williamson, ed., Economic Consequences of Soviet Disintegration, Washington, D.C.: Institute for International Economics, 1993, 176—243 .
- "Three Endings and a Beginning: Shimon Redlich's Galicia, " on Shimon Redlich, Together and Apart In Brzezany: Poles, Jews, and Ukrainians, 1919—1945, Bloomington: Indiana University Press, 2002, in Yad Vashem Studies, 34, 2006 .
- "Pourquoi le socialisme marxist a-t-il méconnu l'importance du phénomène national? A la lumiere des enseignements que l'on peut tirer du congres de Londres (1896) de la IIe Internationale, "Revue des Études Slaves, 71, 2 (1999), 243—262 .
- «Akcja 'Wisla' a homogenicznosc polskiego spoleczenstwa.» in Jan Pisulinski et al eds, Akcja Wisla, Warsaw: Instytut Pamieci Narodowej, 2003, 49-56.

### Статті в загальних журналах
- We Should Say It. Russia Is Fascist. 19 травня 2022 року. New York Times
- «A Fascist Hero in Democratic Kiev [Архівовано 14 вересня 2021 у Wayback Machine.]» New York Review of Books, February 24, 2010. Фашистський герой у демократичному Києві [Архівовано 17 листопада 2016 у Wayback Machine.] Критика, Число 3–4 (149—150) Березень–Квітень, 2010
- «Holocaust: The Ignored Reality», "New York Review of Books, 16 July 2009
- «In the Shadow of Emperors and General Secretaries: On the origins of the nations of East Central Europe» («W cieniu cesaerzy i sekretarzy»), Tygodnik Powszechny, 27 July 2008, 24-25.
- «Ukraine: The Orange Revolution, with Timothy Garton Ash», New York Review of Books, 28 April 2005, 28-32.
- "War is Peace, " Prospect, Number 104, November 2004, 32-37.
- «A Legend of Freedom: Solidarity», («Legenda o wolnosci»), Tygodnik Powszechny, special edition on Solidarity, 4 September 2005 .
- «The Ethnic Cleansing of Volhynia, 1943» ("Wolyn, rok 1943), " Tygodnik Powszechny (Cracow), 11 May 2003, 1, 7.
- «Five Centuries and Eight Years: Operation Vistula and the homogeneity of Polish society» (Piec wieków i osiem lat: "«Akcja 'Wisla' a homogenicznosc polskiego spoleczenstwa»), Tygodnik Powszechny, April 2002 .
- "Poles and Czechs, Ten Years On, " Prospect, February 1999, 54-57.
- Тімоті Снайдер у статті для Politico: Щоб зрозуміти Путіна, треба читати Оруелла [Архівовано 7 вересня 2014 у Wayback Machine.]

## Нагороди, відзнаки
- 2011 р. — лауреат літературної премії «Книжка Ляйпціґа»
- 2012 р. — книжку «Криваві землі» удостоєно історичної премії імені Казімєжа Мочарського.
- 2013 р. — Премія імені Ганни Арендт За Політичне Мислення (Фонд Гайнріха Бьолля, сенат Вільного міста Бремена) за книгу «Криваві землі: Європа між Гітлером і Сталіним»
- 2014 р. — Премія фундації Антоновичів
- 2022 р. — Премія «Тризуб» в категорії «Друзі України»[9].

## Переклади українською
2011 року світ побачили два українські видання праць Тімоті Снайдера: «Червоний князь» — переклав Павло Грицак, «Криваві землі» — переклад Павла Грицака та Миколи Климчука (видавництво «Грані-Т», м. Київ).
2012 року було опубліковано український переклад ще однієї книги Тімоті Снайдера — «Перетворення націй» у перекладі Антона Котенко та Олександра Надтока.
У 2014 році видавництвом Дух і літера було видано збірку «Українська історія, російська політика, європейське майбутнє», яку складають статті та публічні виступи, оприлюднені з грудня 2013 по серпень 2014 року
У 2017 з'явився український переклад книги «Чорна земля. Голокост як історія і застереження»; переклад виконали Павло Білак, Олеся Камишникова, та Тетяна Родіонова (видавництво Медуза).
- Тімоті Снайдер, Тоні Джадт. Роздуми про двадцяте століття. Пер. Павла Грицака. — Київ: Човен, 2019.
- Тімоті Снайдер, Шлях до несвободи: Росія, Європа, Америка. — Київ: Човен, 2020.
- Тімоті Снайдер, Наша недуга. Уроки свободи. З лікарняного щоденника. Пер. Павла Грицака. — Київ: Човен, 2020.
- Тімоті Снайдер, Про тиранію: Двадцять уроків двадцятого століття. Пер. Олеся Камишникова – Київ: Видавництво, 2022.

У жовтні 2024 року вийшов український переклад книги «Про свободу», в якій Снайдер ретельно аналізує сутність свободи та доводить, що це щось набагато більше, ніж проста відсутність обмежень.

## Підтримка України

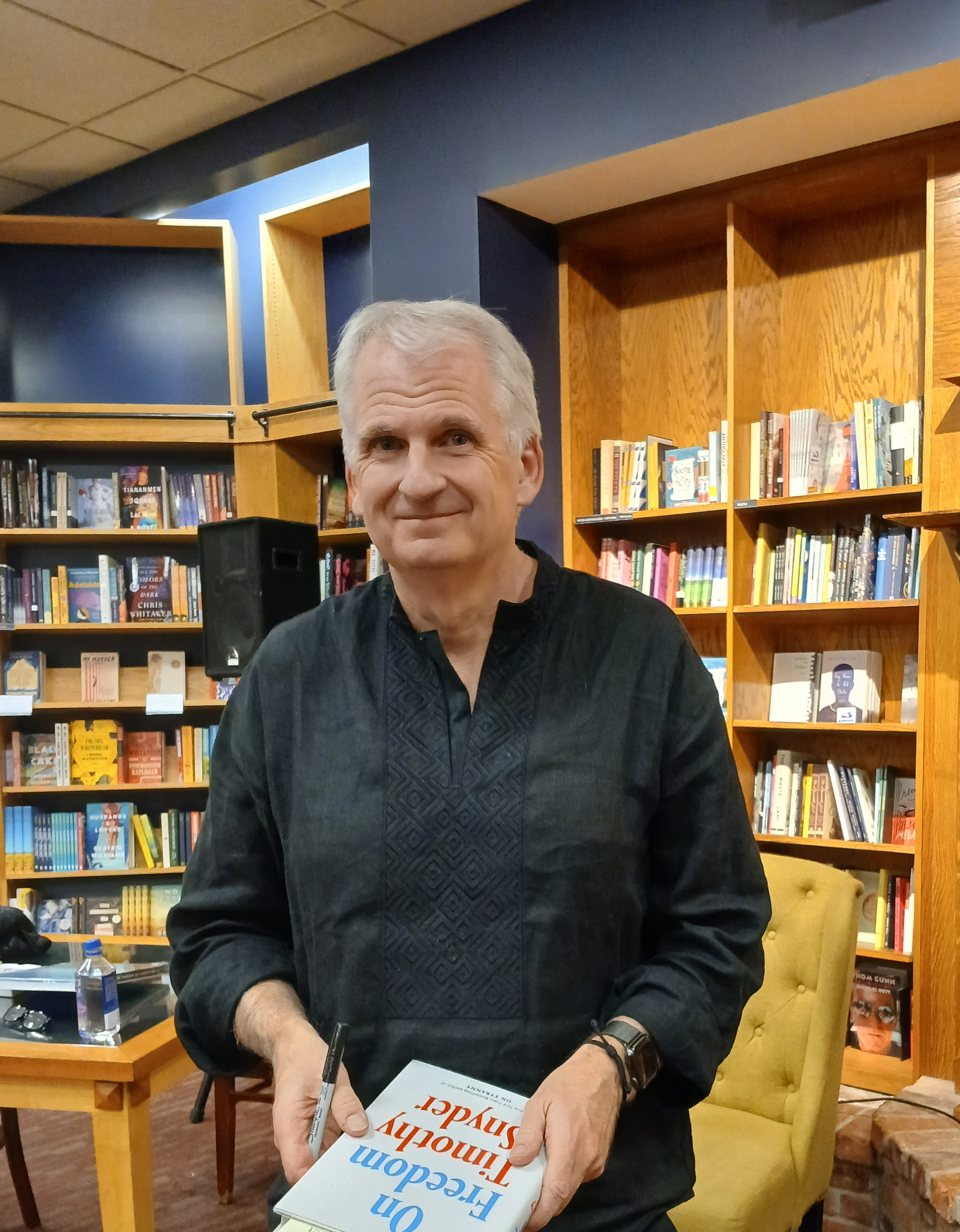
Тімоті Снайдер у книгарні Джозеф-Бет, Цинциннаті, Огайо, 17 жовтня 2024 р.

В 2014 р. в перші ж дні російської агресії виступив проти неї. У червні 2018 підтримав відкритий лист діячів культури, політиків і правозахисників із закликом до світових лідерів виступити на захист ув'язненого у Росії українського режисера Олега Сенцова й інших політв'язнів.
2 листопада 2022 року Тімоті став 10-м амбасадором UNITED24. Він збиратиме на систему протидії ворожим БПЛА, якими Росія постійно атакує об'єкти критичної інфраструктури України.
2 січня 2023 року опублікував твіт з фото українського військового, на якому він читає в окопі його книжку. Ним виявився Олександр Ширшин — випускник УКУ та командир взводу 47ОМБр. В березні 2023 вони зустрілися.
3 квітня 2024 року Тімоті Снайдер прокоментував новину про можливу мобілізацію відомого діяча культури Сергія Жадана наголосивши, що письменник повинен тримати в руках Нобелівський диплом, а не гвинтівку. Снайдер додав, що відсутність підтримки США розглядається як сприяння експансії Росії, що ставить під загрозу Жадана та мільйони українців.
18 серпня 2024 року разом з Марком Геміллом розпочав спільний збір коштів «Безпечна земля» на 30 роботів-розміновувачів для України.
У 2024 році видав книгу «Про свободу», в якій наголошує на тому, що поняття свободи часто неправильно розуміють і що це поняття потребує переосмислення. Робота Снайдера підкреслює важливість боротьби України за свободу, наголошуючи на її наслідках для глобальної демократії та необхідності міжнародної солідарності.
11 березня 2025 року разом з Славоміром Сєраковським розпочав збір коштів на броньовані евакуаційні автомобілі для порятунку українських військовослужбовців.